# 魏勳
魏勳（1534年—1581年），字世卿，號後山，山東青州府臨朐縣民籍，山西太原府陽曲縣人，明朝政治人物。

## 生平
嘉靖三十七年（1558年）戊午科山東鄉試第七十一名舉人，四十四年（1565年）中式乙丑科會試第三百四十四名，三甲第二百八十一名進士。禮部觀政，四十五年（1566年）八月授項城縣知縣，隆慶三年（1569年）五月升戶部主事，萬曆三年（1575年）八月改刑部主事，五年（1577年）七月升員外郎，十一月升郎中，六年（1578年）二月升通政使司右參議，八年（1580年）三月養病，九年（1581年）卒。

## 家族
曾祖魏有才；祖父魏旺；父魏永泰，封主事、贈通政使司右參議。母趙氏（贈宜人）。弟魏𤇍。